# 科摩羅復興公約
科摩羅復興公約（法語：Convention pour le Renouveau des Comores，縮寫為CRC）是葛摩的一個主要政黨。

## 歷史

### 成立
2002年9月，科摩羅民主陣線將「爭取社會主義和民主運動」的成員開除出黨，時任總統阿扎利·阿蘇馬尼及等人因而成立科摩羅復興公約。

### 晉身議會
2004年議會選舉中，科摩羅復興公約贏得了18席中的6席，成為自治島嶼陣營聯盟的唯一反對黨。11年後的議會選舉中，科摩羅復興公約分別由阿里·馬吉（Ali Mhadji）和謝里夫·毛拉納（Charif Maoulana）奪得2個議席。

### 再任總統
2006年總統選舉，阿蘇馬尼因受「輪替制」（即輪流由三個主要島嶼的人選出任總統）所限而未能競逐連任，科摩羅復興公約因而支持易卜拉欣·哈利迪競逐總統寶位，但僅在初選勝出而未能擊敗其他候選人，最終落選。
2016年總統選舉中，阿蘇馬尼參加總統選舉，最終當選新一任總統，第六度成為國家最高元首，並展開第四個任期。2017年，阿蘇馬尼突然結束與太陽黨的執政聯盟，所有太陽黨的閣員被革職，並由科摩羅復興公約的黨員所填補。總統同時表示有意結束科摩羅總統的「輪替制」，尋求第二個任期，此舉被視為加強自己統治權。最終，2018年修憲公投獲通過，輪替制由兩輪制取代。翌年總統選舉中，阿蘇馬尼連任新一任總統，開始第五個任期，但反對派批評選舉舞弊，要求重新舉行選舉。